# Zdenek Sekanina
Zdenek Sekanina (* 12. Juni 1936 in Mladá Boleslav als Zdeněk Sekanina) ist ein in Tschechien geborener US-amerikanischer Astronom.
Er studierte ab 1959 Astronomie an der Karls-Universität Prag, an der er 1963 auch promovierte. Seit 1980 arbeitet er für das Jet Propulsion Laboratory.
Sein Hauptstudiengebiet ist die Untersuchung von Meteoren und der interplanetaren Materie sowie seit dem Abschluss seiner Universitätslaufbahn das Studium von Kometen.
Im Rahmen seiner Untersuchungen beschäftigte er sich mit dem Halleyschen Kometen, dem Tunguska-Ereignis und dem Zerbrechen des Kometen Shoemaker-Levy 9 beim Einschlag auf dem Jupiter.
Er war an der Datenauswertung der Missionen Giotto, Stardust und SOHO beteiligt.
Der Asteroid (1913) Sekanina wurde nach ihm benannt.